# 3414-es busz
A 3414-es jelzésű regionális autóbuszvonal Maklár, Eger és Felsőtárkány között húzódik, amelyet a MÁV Személyszállítási Zrt. üzemeltet.

## Története
Eger város helyi autóbuszhálózatának 2022. január 1-jei újjászervezését követően második lépcsőben, január 31-étől egy Maklár – Eger és egy Eger – Felsőtárkány járatot vontak össze, mely 3414-es jelzéssel közlekedik. Az autóbuszvonal Egri helyijáratként szintén igénybe vehető a Kistályai út – Sánc út szakaszon.

## Útvonala
Az autóbuszvonal Heves vármegye kettő települését, Maklárt és Felsőtárkányt köti össze keresztül a megyeszékhelyen, Egeren.
A vonalvezetés Makláron belül alsóbbrendű utcákban, Nagytályán és Andornaktályán az azokat behálózó közúton (2501) folytatódik. A járat Eger területén a Kistályai útról áthajt Lajosvárosba, és a 25-ös főúton tartózkodik egészen az egri vasútállomásig, ahonnan a Barkóczy utcai buszállomásra jut. Onnan a Dobó István Gimnázium felé jut át Felsőváros és Tetemvár határához, itt visszacsatlakozik a 25-ös főútba Nagylapos irányába. Felnémeten ágazik el Felsőtárkányra, a község legvégső szegleteiben végállomásozik.

## Közlekedése
Az autóbuszjárat munkanaponta közlekedik, reggelente, egy irányban. Maklár és Felsőtárkány fő kapcsolatát a 3405-ös és 3435-ös buszok biztosítják.
| Viszonylat                                 | Indításszám | Közlekedési rend |
| ------------------------------------------ | ----------- | ---------------- |
| Maklár, Templom tér ➝ Felsőtárkány, csárda | 1 oda       | munkanaponta     |

### Járművek
Az autóbuszvonalon kizárólag csuklósbusz közlekedés van, melyek összese az MAN Lion’s City A23-as szériájából származik. Ezen kívül pótlás esetén ritkán Credo EC 12, Classic Ikarusok és Volvo 8500-as járművek is megjelennek.

## Megállóhelyei
| 0                                                      | Maklár, Templom tér végállomás          | 0.0 km  | 1343, 1346 3405, 3423, 3424, 3426, 3431, 3435, 3436, 4014 |
| 1                                                      | Maklár, József Attila út 1.             | 0.8 km  | 3405, 3435 |
| 2                                                      | Maklár, Rozmaring út 15.                | 1.4 km  | 3405, 3435 |
| 3                                                      | Nagytálya, Petőfi út 42.                | 2.1 km  | 3405, 3435 |
| 4                                                      | Nagytálya, Petőfi út 2.                 | 2.7 km  | 1343, 1346 3405, 3423, 3424, 3426, 3431, 3435, 3436, 4014 |
| 5                                                      | Nagytálya, Kölcsey Ferenc út 33.        | 3.3 km  | 3405, 3423, 3424, 3426, 3431, 3435, 3436 |
| 6                                                      | Andornaktálya, szociális otthon         | 5.4 km  | 1343, 1344, 1346, 1380, 1381, 1426, 1427, 1447, 1448, 1468 3405, 3423, 3424, 3426, 3431, 3435, 3436, 4014, 4015, 4018, 4021, 4157 |
| 7                                                      | Andornaktálya, Szent András kápolna     | 6.2 km  | 1344, 1346 3405, 3423, 3424, 3426, 3431, 3435, 3436 |
| 8                                                      | Andornaktálya, községháza               | 6.8 km  | 1344, 1381, 1426, 1427 3405, 3423, 3424, 3426, 3431, 3435, 3436, 4014, 4015, 4018, 4021, 4157 |
| 9                                                      | Andornaktálya, iskola                   | 7.8 km  | 1343, 1344, 1346, 1380, 1381, 1426, 1427, 1447, 1448, 1468 3405, 3423, 3424, 3426, 3431, 3435, 3436, 4014, 4015, 4018, 4021, 4157 |
| 10                                                     | Andornaktálya, tórét                    | 8.5 km  | 3405, 3423, 3424, 3426, 3431, 3435, 3436 |
| Helyi jegyek és bérletek érvényességi határa (kezdete) |                                         |         | |
| 11                                                     | Eger, Kistályai út                      | 9.0 km  | 4, 5 1344, 1380, 1381, 1426, 1427, 1447, 1448, 1468 3405, 3423, 3424, 3426, 3431, 3435, 3436, 4014, 4015, 4018, 4021, 4157 |
| 12                                                     | Eger, Tompa utca                        | 11.7 km | 3A, 6, 11, 12, 13, 14, 14E, 16, 112, 113, 914 1050, 1051, 1053, 1054, 1343, 1346, 1348, 1362, 1380, 1427, 1466, 1517 3402, 3408, 3410, 3411, 3423, 3424, 3426, 3430, 3431, 3432, 3433, 3434, 3435, 3436, 3440, 3441, 3442, 3443, 3444, 3445, 3446, 3448, 3472, 3479, 3482, 3484, 3667, 4011, 4015, 4157 |
| 13                                                     | Eger, Aradi út                          | 12.1 km | 3A, 6, 11, 12, 13, 14, 14E, 16, 112, 113, 914 3407, 3410, 3435, 4157 |
| 14                                                     | Eger, Nagyváradi út                     | 12.5 km | 3A, 6, 11, 12, 13, 14, 14E, 16, 112, 113, 914 1050, 1346, 1380, 1427, 1517 3402, 3407, 3408, 3410, 3411, 3423, 3430, 3431, 3433, 3435, 3442, 3443, 3445, 4011, 4015, 4157 |
| 15                                                     | Eger, Galagonyás utca                   | 13.0 km | 3A, 6, 11, 12, 13, 14, 14E, 16, 112, 113, 914 3407, 3410, 4157 |
| 16                                                     | Eger vasútállomás, bejárati út          | 13.5 km | 3A, 6, 11, 12, 13, 14, 14E, 112, 113 1050, 1051, 1053, 1054, 1343, 1346, 1348, 1362, 1380, 1383, 1402, 1427, 1466, 1517 3400, 3402, 3407, 3408, 3410, 3411, 3423, 3424, 3426, 3430, 3431, 3432, 3433, 3434, 3435, 3436, 3440, 3441, 3442, 3443, 3444, 3445, 3446, 3448, 3472, 3479, 3482, 3484, 3667, 4011, 4015, 4157 IR87 , személyvonat – Eger (87, 87a) |
| 17                                                     | Eger, sportpálya bejárati út            | 14.0 km | 2, 2A, 11, 12, 14, 14E, 112 3410, 3420, 4157 |
| 18                                                     | Eger, színház                           | 14.4 km | 2, 2A, 7, 7A, 11, 12, 14, 14E, 17, 112 1053, 1054, 1343, 1344, 1346, 1348, 1362, 1381, 1426, 1427, 1447, 1468, 1517 3402, 3408, 3410, 3411, 3419, 3420, 3423, 3424, 3426, 3430, 3431, 3433, 3434, 3435, 3436, 3440, 3441, 3442, 3443, 3444, 3445, 3448, 3667, 4011, 4014, 4015, 4018, 4021, 4022, 4157 |
| 19                                                     | Eger, autóbusz-állomás                  | 14.9 km | 2, 2A, 4, 5, 5A, 6, 7, 7A, 11, 12, 14, 14E, 16, 17, 112, 914 1049, 1050, 1051, 1053, 1054, 1343, 1344, 1346, 1347, 1348, 1349, 1351, 1352, 1362, 1380, 1383, 1426, 1427, 1428, 1447, 1466, 1468, 1517 3400, 3402, 3403, 3405, 3406, 3407, 3408, 3409, 3410, 3411, 3412, 3415, 3416, 3417, 3418, 3419, 3420, 3423, 3424, 3426, 3430, 3431, 3432, 3433, 3434, 3435, 3440, 3441, 3442, 3443, 3444, 3445, 3446, 3448, 3450, 3455, 3456, 3457, 3458, 3462, 3469, 3470, 3471, 3472, 3473, 3474, 3476, 3479, 3480, 3481, 3482, 3483, 3484, 3488, 3604, 3660, 3667, 4012, 4014, 4015, 4157 |
| 20                                                     | Eger, Dobó Gimnázium                    | 15.4 km | 2, 2A, 5, 5A, 6, 7, 7A, 11, 12, 14, 14E, 16, 17, 112, 914 1344 3405, 3406, 4015 |
| 21                                                     | Eger, Tűzoltó tér                       | 15.9 km | 2, 2A, 5, 5A, 6, 7, 7A, 11, 12, 14, 14E, 16, 17, 112, 914 3405, 3406 |
| 22                                                     | Eger, Malom út                          | 16.3 km | 3A, 5, 5A, 6, 7, 7A, 12, 16, 17, 112, 914 3405, 3406 |
| 23                                                     | Eger, hőközpont                         | 16.8 km | 3A, 5, 5A, 6, 12, 13, 16, 112, 914 3405, 3406 |
| 24                                                     | Eger, Shell kút                         | 17.4 km | 4, 7, 11, 12, 13, 14, 14E, 17, 112, 113, 914 1383 3410, 3435, 3454, 4157 |
| 25                                                     | Eger, Nagylapos                         | 18.0 km | 4, 11, 14, 14E, 16, 914 1053, 1054, 1383 3400, 3402, 3403, 3404, 3405, 3408, 3409, 3410, 3411, 3412, 3435, 3481, 4157 |
| 26                                                     | Eger (Felnémet), Egri út                | 18.3 km | 4, 11, 14, 14E, 16, 914 3405, 3410, 4157 |
| 27                                                     | Eger (Felnémet), felsőtárkányi elágazás | 19.0 km | 4, 11, 14, 14E, 16, 914 1053, 1383 3400, 3402, 3403, 3404, 3405, 3408, 3409, 3410, 3411, 3412, 3435, 3481, 4157 |
| 28                                                     | Eger (Felnémet), Tárkányi út            | 19.8 km | 4, 14, 14E, 16, 914 1383 3405, 3435 |
| 29                                                     | Eger (Felnémet), Sánc út                | 20.2 km | 4, 14, 14E, 16, 914 1383 3405, 3435 |
| Helyi jegyek és bérletek érvényességi határa (vége)    |                                         |         | |
| 30                                                     | Eger, vállalkozói park                  | 20.9 km | 1383 3405, 3435 |
| 31                                                     | Felsőtárkány, Fő út 8.                  | 23.2 km | 1383 3405, 3435 |
| 32                                                     | Felsőtárkány, Mészégető                 | 23.7 km | 1053, 1383 3405, 3435 |
| 33                                                     | Felsőtárkány, autóbusz-váróterem        | 24.8 km | 1053, 1383 3405, 3435 |
| 34                                                     | Felsőtárkány, Fő út 324.                | 25.8 km | 1383 3405, 3435 |
| 35                                                     | Felsőtárkány, fűtőház                   | 26.3 km | 1053, 1383 3405, 3435 |
| 36                                                     | Felsőtárkány, csárda végállomás         | 26.8 km | 1053, 1383 3405, 3435 |